# Лууа
Лу́уа (эст. Luua, до 1920 года Люденгоф, нем. Ludenhof) — деревня в волости Йыгева уезда Йыгевамаа, Эстония. 
До административной реформы местных самоуправлений Эстонии 2017 года входила в состав волости Паламузе.

## География
Расположена на востоке Эстонии, в 16 км к северо-западу от уездного центра — города Йыгева. Высота над уровнем моря — 85 метров.

## Население
По данным переписи населения 2021 года, в деревне проживали 280 человек, из них 266 (95,0 %) — эстонцы.
Численность населения деревни Лууа по данным переписей населения:
| Год  | 2000 | 2011  | 2021  |
| ---- | ---- | ----- | ----- |
| Чел. | 441  | ↘ 298 | ↘ 280 |

## История
В 1921 году, после земельной реформы, на землях мызы Люденгоф возникло поселение Лууа, которое в 1977 году получило статус деревни.

### Мыза
Мыза Люденгоф ( нем. Ludenhof, Лууа, эст. Luua mõis) впервые упоминается в 1519 году, когда ею стал владеть Юрген фон Люде, в честь которого и была названа мыза (нем. Ludenhof — двор Люде), первоначально называвшаяся Пакувер (Packuver, эст. Pakavere). Впоследствии она принадлежала нескольким остзейским дворянским семьям. В 1682 году, во времена шведского владычества, мыза стала государственной собственностью из-за редукции, но позже она снова оказалась в руках дворянства. Нынешнее здание построено в 1730-х годах, но с тех пор было сильно перестроено. Мыза окружена парком, первоначально спроектированным Вальтером фон Энгельгардтом. К мызе также относится великолепно украшенный «дом кавалеров», богатый резными деревянными орнаментами.

## Климат
Среднегодовая температура в этом районе составляет 2 °C. Самый жаркий месяц — июль, когда средняя температура составляет 18 °C, а самый холодный — январь с –13 °C.